# Mycin
MYCIN은 후방 추론 전문가 시스템의 초기 모델로, 인공지능을 사용하여 균혈증 및 수막염과 같은 심각한 감염을 유발하는 박테리아를 식별하고 환자의 체중에 따라 복용량을 조정한 항생제를 권장했다. 이름은 많은 항생제가 접미사 "-mycin"을 가지고 있기 때문에 항생제 자체에서 유래했다. 마이신 시스템은 혈액 응고 질환 진단에도 사용되었다.
MYCIN은 1970년대 초 스탠퍼드 대학교에서 5~6년간 개발되었다. 에드워드 숏클리프의 박사 학위 논문으로, 브루스 G. 부캐넌, 스탠리 N. 코헨 등의 지도 아래 리스프로 작성되었다.
MYCIN은 스탠퍼드 휴리스틱 프로그래밍 프로젝트에서 나왔다. MYCIN은 고성능 의료 추론 프로그램을 구축하는 데 있어 전문가 시스템의 잠재력을 보여주었다. MYCIN은 전문가 시스템 분야의 선구자로 종종 간주되며, 앨런 뉴얼 박사에 의해 "모든 것을 시작한 시조"로 불리기도 했다.
MYCIN은 특정 의료 지식 없이 지식을 습득하고, 추론하며, 결과를 설명하기 위한 EMYCIN 전문가 시스템 셸("핵심 MYCIN")로 이어졌다. 이것은 "EMYCIN = 프롤로그 + 불확실성 + 캐싱 + 질문 + 설명 + 맥락 - 변수"로 설명될 수 있다. 인공지능 프로그래밍 패러다임 (PAIP)의 16장에 소개되어 있다.

## 방법
MYCIN은 전문가들이 식별한 개별 추론 사실을 얻어내고 그러한 사실을 개별 생산 규칙으로 인코딩함으로써 상당히 단순한 추론 엔진과 약 600개의 규칙으로 구성된 지식 기반을 사용하여 작동했다. 당시 다른 어떤 AI 프로그램도 MYCIN만큼 추론 절차와 명확하게 분리된 도메인별 지식을 포함하지 않았다. 이 프로그램은 예/아니오 또는 텍스트 질문의 긴 시리즈를 통해 프로그램을 실행하는 의사에게 질의했다. 마지막으로, 각 진단의 확률에 따라 높음에서 낮음으로 순위가 매겨진 가능한 원인 박테리아 목록, 각 진단 확률에 대한 신뢰 구간, 각 진단의 추론(즉, MYCIN은 진단을 특정 방식으로 순위화하는 데 사용된 질문과 규칙도 나열함), 그리고 권장 약물 치료 과정을 제공했다. MYCIN은 추가적으로 의사가 특정 질문을 한 이유, 결론에 도달한 방법, 특정 요인을 고려하지 않은 이유에 대한 질문에 응답할 수 있었다.
개발자들은 MYCIN의 성능이 개별 규칙과 관련된 불확실성 지표의 교란에 최소한으로 영향을 받는다는 연구를 수행했는데, 이는 시스템의 힘이 수치적 불확실성 모델의 세부 사항보다는 지식 표현 및 추론 체계와 더 관련이 있음을 시사한다. 일부 관찰자들은 고전적인 베이즈 통계학을 사용할 수 있었어야 한다고 생각했다. MYCIN 개발자들은 이것이 확률 독립성에 대한 비현실적인 가정을 요구하거나, 전문가들이 비현실적으로 많은 수의 조건부 확률을 제공해야 할 것이라고 주장했다.
후속 연구에서는 확실성 요인 모델이 실제로 확률적 의미로 해석될 수 있음을 보여주었으며, 그러한 모델의 암묵적인 가정에 대한 문제를 강조했다. 그러나 시스템의 모듈식 구조는 매우 성공적임이 입증되어 베이즈 네트워크와 같은 그래프 모형의 개발로 이어졌다.

### 맥락
MYCIN에서 맥락은 추론할 수 있는 객체의 유형을 결정한다. 이것들은 프롤로그의 변수 또는 운영 체제의 환경 변수와 유사하다.
```
(
defun
 
mycin
 
()

  
"Determine what organism is infecting a patient."

  
(
emycin

    
(
list
 
(
defcontext
 
patient
  
(
name
 
sex
 
age
)
  
())

          
(
defcontext
 
culture
  
(
site
 
days-old
)
 
())

          
(
defcontext
 
organism
 
()
              
(
identity
)))))

```

### 증거 결합

MYCIN 확실성 요인이 결합되는 방식의 등고선 플롯. 예를 들어, 대각선은 이면 그 조합이 0임을 보여준다. 사분면에서 등고선이 불룩 튀어나온 것은 이 경우 임을 보여준다.

MYCIN에서는 두 개 이상의 규칙이 다른 증거 가중치로 매개변수에 대한 결론을 내릴 수 있었다. 예를 들어, 한 규칙은 해당 유기체가 0.8의 확실성으로 대장균이라고 결론 내리는 반면, 다른 규칙은 0.5 또는 심지어 -0.8의 확실성으로 대장균이라고 결론 내릴 수 있다. 확실성이 0보다 작을 경우 증거는 실제로 가설에 반대한다. 확실성 요인을 계산하기 위해 MYCIN은 단일 확실성 요인을 얻기 위해 아래 공식을 사용하여 이러한 가중치를 결합했다.
{\displaystyle CF(x,y)={\begin{cases}X+Y-XY&{\text{if }}X,Y>0\\X+Y+XY&{\text{if }}X,Y<0\\{\frac {X+Y}{1-\min(|X|,|Y|)}}&{\text{otherwise}}\end{cases}}}
여기서 X와 Y는 확실성 요인이다. 이 공식은 두 개 이상의 규칙이 동일한 매개변수에 대해 결론을 내릴 경우 여러 번 적용될 수 있다. 이것은 교환법칙이므로 가중치가 결합되는 순서는 중요하지 않다.
조합 공식은 다음과 같은 바람직한 속성을 갖도록 설계되었다.
- −1은 "거짓", +1은 "참", 0은 "불확실"로 해석될 수 있다.
- 알 수 없는 것을 무엇과도 결합해도 변경되지 않는다.
- 참을 무엇과도 (거짓 제외) 결합하면 참이 된다. 거짓도 마찬가지이다.
- 참과 거짓을 결합하면 0으로 나누기 오류가 발생한다.
- +x와 -x를 결합하면 알 수 없게 된다.
- 두 양수(참 제외)를 결합하면 더 큰 양수가 된다. 음수도 마찬가지이다.
- 양수와 음수를 결합하면 그 중간의 값이 된다.

### 예시
다음 예시는 PAIP의 16장에서 가져왔으며, 교육 목적으로 수정 및 단순화된 MYCIN 버전의 커먼 리스프 구현을 포함한다.

규칙과 시스템이 생성한 영어 의역:
```
(
defrule
 
52

 
if
 
(
site
 
culture
 
is
 
blood
)

  
(
gram
 
organism
 
is
 
neg
)

  
(
morphology
 
organism
 
is
 
rod
)

  
(
burn
 
patient
 
is
 
serious
)

 
then
 
.4

  
(
identity
 
organism
 
is
 
pseudomonas
))

Rule
 
52:

 
If

  
1
)
 
THE
 
SITE
 
OF
 
THE
 
CULTURE
 
IS
 
BLOOD

  
2
)
 
THE
 
GRAM
 
OF
 
THE
 
ORGANISM
 
IS
 
NEG

  
3
)
 
THE
 
MORPHOLOGY
 
OF
 
THE
 
ORGANISM
 
IS
 
ROD

  
4
)
 
THE
 
BURN
 
OF
 
THE
 
PATIENT
 
IS
 
SERIOUS

 
Then
 
there
 
is
 
weakly
 
suggestive
 
evidence
 
(
0.4
)
 
that

  
1
)
 
THE
 
IDENTITY
 
OF
 
THE
 
ORGANISM
 
IS
 
PSEUDOMONAS

```

## 결과
MYCIN에 대한 평가는 스탠퍼드 의과대학에서 수행되었다. 평가의 첫 번째 단계는 MYCIN의 방법이나 지식 기반에 익숙하지 않은 의사가 선택한 다양한 출처의 10가지 시험 사례로 구성되었다. 이 사례들은 7명의 의사와 1명의 고학년 의대생에게 제시되었다. 각 사례에 대해 10개의 처방이 취합되었는데, MYCIN이 권장한 1개, 카운티 병원에서 치료 의사가 처방한 1개, 그리고 앞서 언급된 개인들이 처방한 8개였다. 평가의 두 번째 단계는 8명의 감염병 전문의에게 각 10개 사례에 대한 임상 요약과 10개의 처방 세트를 제공하고, 각 사례에 대한 자신들의 권장 사항을 제공하고 10개의 처방을 평가하도록 하는 것이었다. MYCIN은 65%의 수용도 평가를 받았는데, 이는 5명의 교직원 평가인 42.5%에서 62.5%와 비슷했다. 이 연구는 종종 올바른 치료에 대한 "황금 표준"이 없을 때 전문가들 사이에서도 치료 결정에 대한 의견 불일치가 발생할 수 있음을 보여주는 것으로 인용된다.

## 실용적 사용
MYCIN은 실제로 사용된 적이 없다. 이는 성능상의 약점 때문이 아니었다. 일부 관찰자들은 시스템이 잘못된 진단을 내릴 경우 의사의 책임과 관련하여 의학 분야에서 컴퓨터 사용과 관련된 윤리적, 법적 문제를 제기했다. 그러나 MYCIN이 일상적인 진료에 사용되지 않은 가장 큰 문제이자 이유는 시스템 통합 기술의 상태, 특히 개발 당시의 상태 때문이었다. MYCIN은 MYCIN이 제시하는 질문에 대한 응답을 입력하여 환자에 대한 모든 관련 정보를 사용자가 입력해야 하는 독립형 시스템이었다. MYCIN은 DEC KI10 PDP-10에서 실행되었으며, 개인용 컴퓨터가 개발되기 전 초기 인터넷(ARPANet)을 통해 사용할 수 있는 대규모 시분할 시스템을 지원했다.
MYCIN의 가장 큰 영향은 따라서 표현 및 추론 접근 방식의 힘을 입증한 것이었다. MYCIN이 이 접근 방식을 도입한 후 몇 년 동안 많은 비의료 분야에서 규칙 기반 시스템이 개발되었다. 1980년대에는 전문가 시스템 "셸"이 도입되었고(MYCIN을 기반으로 하는 E-MYCIN(KEE라고도 불림) 포함), 다양한 응용 분야에서 전문가 시스템 개발을 지원했다.
MYCIN 및 이후의 복잡한 전문가 시스템 개발 중에 두드러지게 나타난 어려움은 관련 분야의 인간 전문가로부터 추론 엔진이 사용할 필요한 지식을 규칙 기반으로 추출하는 것(소위 "지식 획득 병목 현상")이었다.

## 같이 보기
- CADUCEUS (전문가 시스템)
- Internist-I
- 임상 의사결정 지원 시스템
- XCON